# Hierbas

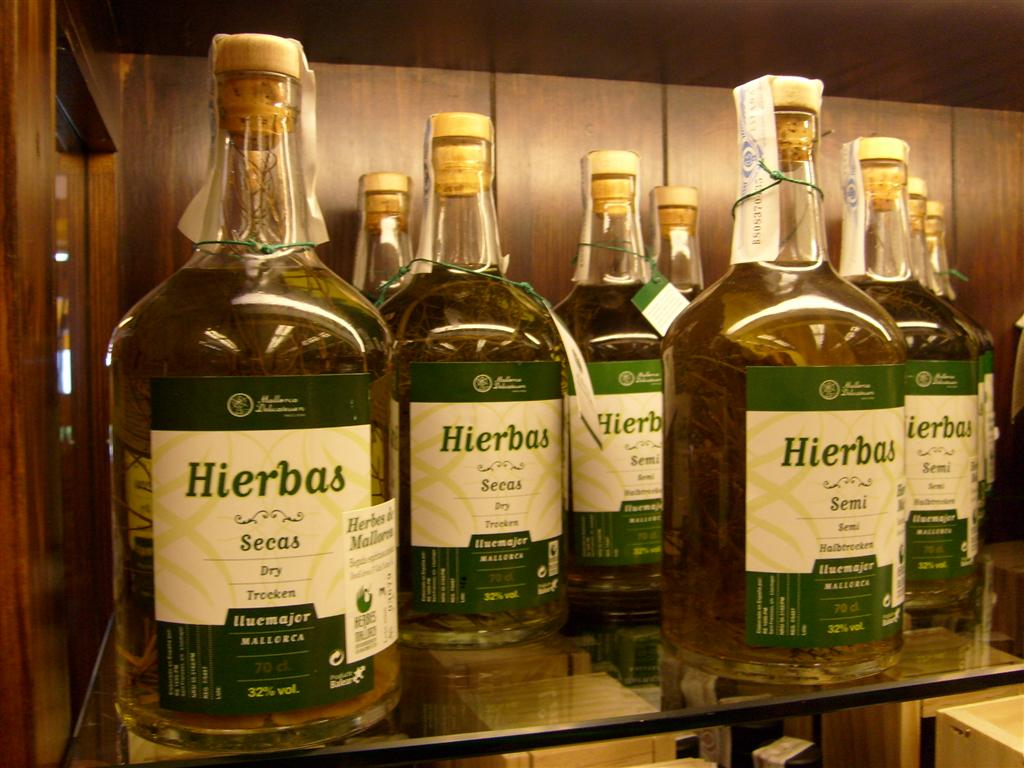
Flessen met Licor de Hierbas.

Hierbas (Catalaans: Herbes, Nederlandse betekenis: kruiden) is een alcoholische anijsdrank en een typisch lokaal product van de eilanden Ibiza, Formentera, Mallorca en Menorca, die gezamenlijk de Balearen worden genoemd.
Hierbas Ibicencas is een met anijs gearomatiseerde likeur, gemaakt van aromatische plantenextracten, gekenmerkt door verschillende mate van zoetheid. Deze likeur is populair in de Balearen. Ze maken deel uit van de traditionele gebruiken van de eilanden en veel families hebben zelfgemaakte varianten met behulp van hun eigen familierecept. Deze recepten zijn veelal overgedragen van generatie op generatie en worden vaak geheim gehouden.
Het is algemeen bekend dat vroeger veel van de eilanders leefden van visserij in combinatie met landbouw- en veeteeltactiviteiten. Echter in ongeveer 1880 leerde Juan Mari Mayans het distilleren en hoe hij alcoholische dranken kon maken. Nog in hetzelfde jaar keerde hij terug en richtte hij op Formentera een kleine fabriek op, die jaren later verhuisde naar Ibiza. Inmiddels is Mari Mayans, niet alleen de oudste, maar ook de beste producent van de Hierbas Ibicencas.
In 1997 heeft Hierbas Ibicencas een geografische aanduiding gekregen, enerzijds om de naam te beschermen en anderzijds om de kwaliteit van het product te waarborgen en oneerlijke concurrentie te voorkomen.